# Centurylink Arena
Centurylink Arena, marknadsfört som CenturyLink Arena, tidigare Bank of America Centre och Qwest Arena, är en inomhusarena i den amerikanska staden Boise i delstaten Idaho. Den har en publikkapacitet på upp till cirka 6 500 åskådare. Arenan invigdes 1997. Den används som hemmaarena för ishockeylaget Idaho Steelheads.